# Vizcondado de Miravalles
El vizcondado de Miravalles es un título nobiliario español creado el 26 de septiembre de 1847 por la reina Isabel II en favor de Joaquín Posada y Moscoso. Anteriormente había sido creado el 20 de diciembre de 1846 como vizcondado previo del marquesado de Soto de Aller, concedido al mismo beneficiario, hasta que la reina le dio carácter perpetuo nueve meses después.
En 1957 fue rehabilitado por Francisco Franco en favor de Juan Antonio Gamazo y Abarca, I conde de Gamazo.

## Vizcondes de Miravalles
|                                   | Titular                          | Periodo                |
| Creación por Isabel II            | Creación por Isabel II           | Creación por Isabel II |
| --------------------------------- | -------------------------------- | ---------------------- |
| I                                 | Germán Posada y Moscoso          | 1847-1856              |
| II                                | Julio Posada D'Estoup            | 1856-1857              |
| Rehabilitado por Francisco Franco |                                  |                        |
| III                               | Juan Antonio Gamazo y Abarca     | 1957-1957              |
| IV                                | Juan Antonio Gamazo y Arnús      | 1957-1998              |
| V                                 | Germán Manuel Gamazo y Hohenlohe | 2000-hoy               |

## Historia de los vizcondes de Miravalles
- Joaquín Posada y Moscoso (1769-1856), I vizconde de Miravalles, I marqués de Soto de Aller, coronel de infantería, caballero de la Orden de Santiago.[2]

Casó con María de los Dolores D'Estoup y Cayron.[cita requerida] Le sucedió su hijo:
- Julio Posada y D'Estoup (n. Madrid, 9 de julio de 1835), II vizconde de Miravalles, II marqués de Soto de Aller, capitán de infantería, caballero de Santiago desde 1851.[3]

El 7 de noviembre de 1952, por rehabilitación, le sucedió:
- Juan Antonio Gamazo y Abarca (Madrid, 1883-10 de julio de 1968), III vizconde de Miravalles, I conde de Gamazo, III marqués de Soto de Aller, diputado a Cortes (1909-1923), subsecretario del Ministerio de Gracia y Justicia (1919), gobernador del Banco de España (1930), miembro fundador de Acción Española y de Renovación Española (partido por el que fue diputado en las elecciones de 1936).[5]

Casó con Marta Arnús y Gayón, sobrina del marqués de Comillas. El 15 de febrero de 1957 le sucedió su hijo:
- Juan Antonio Gamazo y Arnús (1920-1998), IV vizconde de Miravalles, II conde de Gamazo, hidalgo a fuero de España.[6]

Soltero, sin descendientes. El 12 de mayo del 2000, previa orden del 12 de abril del mismo año para que se expida la correspondiente carta de sucesión (BOE del día 28 del mismo mes), le sucedió su sobrino:
- Germán Manuel Gamazo y Hohenlohe-Langenburg (n. 1951), V vizconde de Miravalles, III conde de Gamazo, V marqués de Soto de Aller, V vizconde de Miravalles.[2]

Casó con Isabelle Sourdeau Couadau.